# Educación Libertaria en Chile

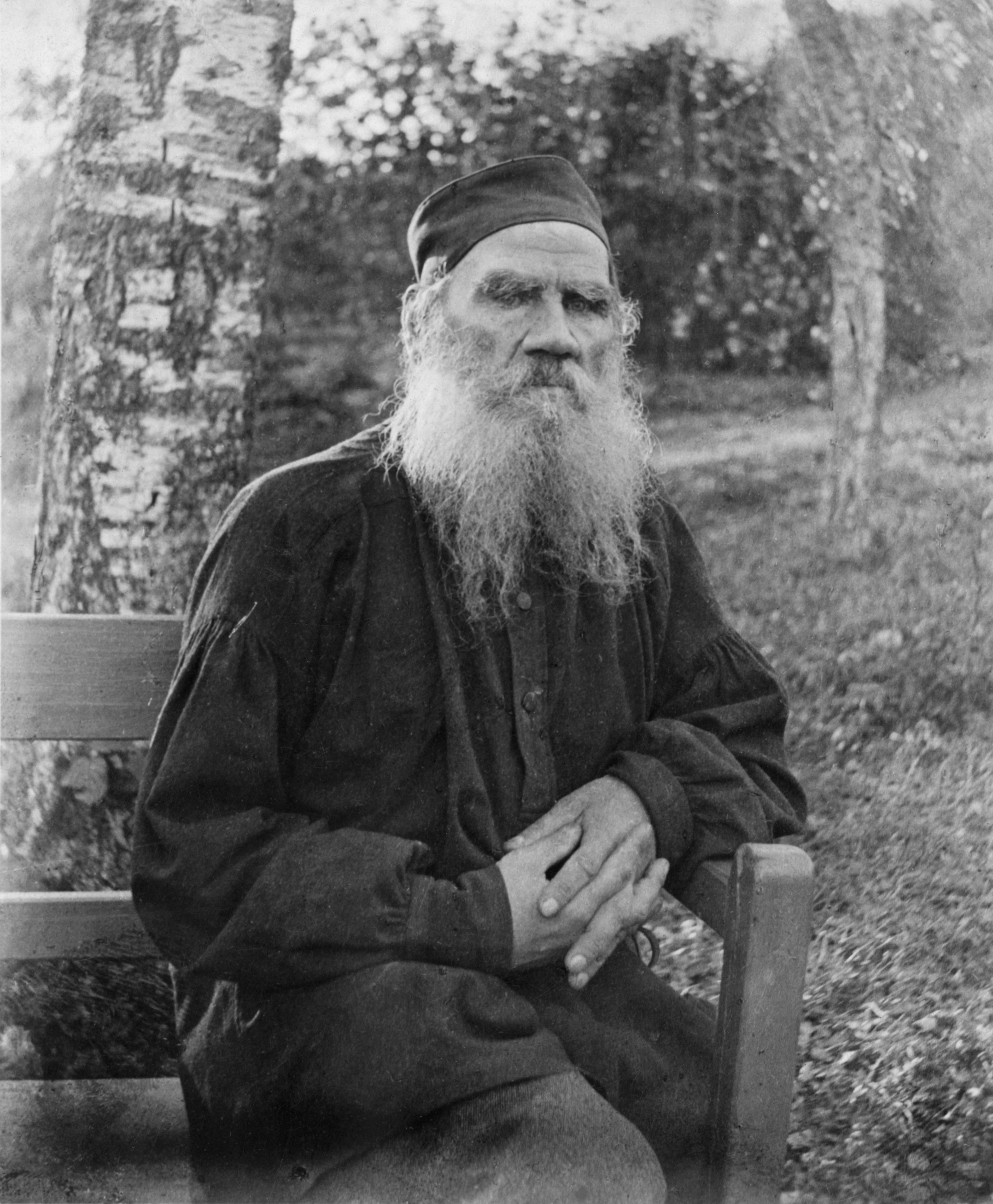
León Tolstoi (1828-1910)

La Educación Libertaria en Chile (1890-1927) se refiere a una serie de planteamientos propuestos sobre pedagogía elaborada por determinados autores del anarquismo. Tienen puntos en común cuando en los principios expuestos coinciden con el anticlericalismo, enseñanza racional y laica; educación integral manteniendo un lazo estrecho entre la teoría y la práctica, escuela igualitaria con coeducación de sexos y clases, y antiautoritarismo. Los autores más destacados e influyentes en Chile durante finales del siglo XIX e inicios del siglo XX fueron Francisco Ferrer Guardia, Sebastien Faure, Paul Robin, Lev Nikoláievich Tolstói,  entre otros, que trataron de entregar una “educación integral” planteada por autores del siglo XIX como Proudhon, Bakunin, y Paul Robin. Durante este periodo de transición entre el siglo XIX-XX denominado como cuestión social en Chile, hubo un gran interés en la inscripción a la Educación Primaria, la cual rodeaba a 170.000 niños. No obstante el porcentaje de hombres que no sabían leer y escribir que vivían en Avenida Brasil (Santiago de Chile) fue de un 1,5% a un 3% en 1930.

De este modo, debido a los obstáculos que presentaban para los niños y jóvenes (incluso adultos) las escuelas oficiales, comenzaron a surgir en paralelo, una serie de escuelas alternativas a la educación formal, impulsada principalmente por organizaciones anarquistas.

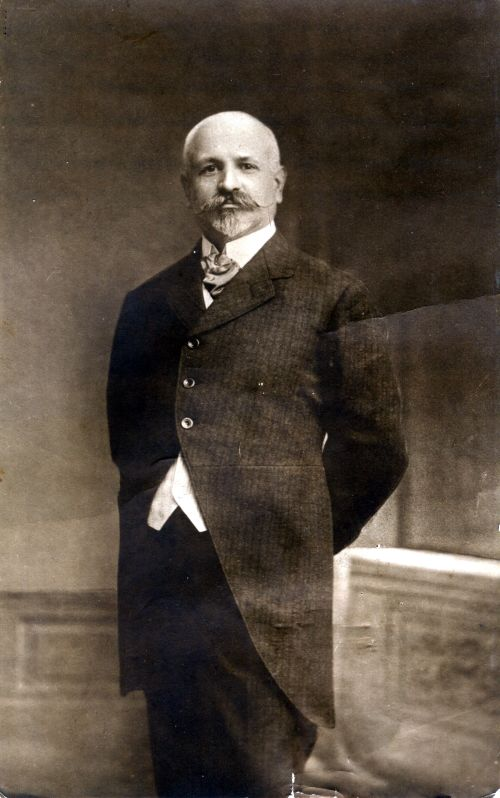
Francisco Ferrer Guardia (1859-1909)

La primera escuela (informal) de inspiración ferreriana que se formó en Chile fue la "Escuela Racionalista" establecida en la Sociedad El Despertar de la Mujer, de Viña del Mar, entre 1914-1915. Le siguieron otras escuelas como la escuela “Fermín Vivaceta” sostenida por la Sociedad de “Artesanos la Unión”, donde asistían 140 estudiantes con una asistencia media de 80, y que abría clandestinamente (nocturno) para los obreros y obreras. La instalación contaba con tres salones principales, una biblioteca con más de mil volúmenes, y con secciones de música y arte dramático.

### Antecedentes

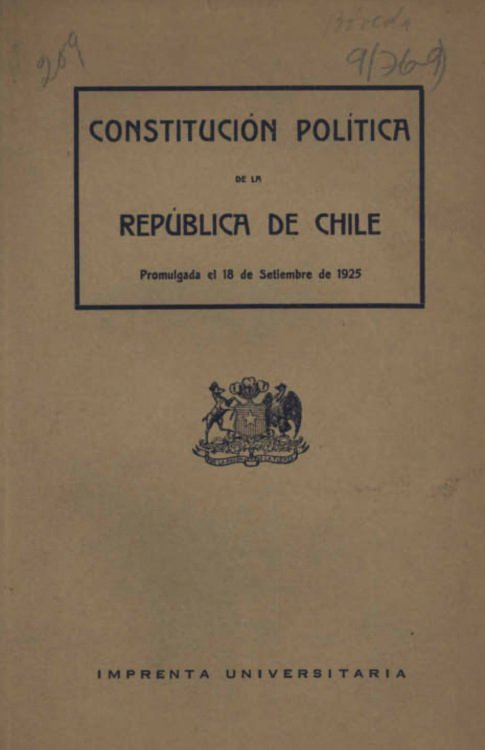
Constitución de Chile 1925

Entre 1890 y  1927 pasaron casi cuatro décadas que conformó uno de los periodos más significativos en el devenir histórico nacional, debido a la transformación económica-política- social. Desde 1860 los sujetos que formaban parte de la sociedad chilena participaron en un proceso de industrialización pausada y compleja. La evolución, estuvo llena de pugnas de distintas fuerzas sociales y económicas, entre una anticuada “economía colonial” y el fuerte empuje de la modernidad económica que en Chile significó la inclusión plena al mercado mundial de la economía capitalista de la época, siendo exportador principalmente primario. La superestructura - que está formada por una estructura ideológica que a su vez está compuesta por la conciencia social, también posee una estructura jurídico-política formada por el Estado y el derecho- se configuró por la fragmentación en dos grupos de gran influencia: la oligarquía criolla de “prosapia colonial” que poseía intereses en la agricultura, y en paralelo al complejo mercantil extranjero-inglés- que desde la consolidación de la Independencia chilena había estado presente en la economía nacional, logrando finalmente el control casi exclusivo de la actividad minera del salitre.
El proceso de transición hacia el industrialismo en Chile, comenzó en 1860 impulsándose significativamente a partir de 1880. La evidencia se encuentra en el censo industrial recopilado en 1895 por la Sociedad de Fomento Fabril (SOFOFA) que registró un aumento importante de manufactura a partir de aquella década. El factor relevante está en la incorporación o adquisición de territorios septentrionales (zona salitrera) como resultado de la Guerra del Pacífico de 1979, que gracias a la explotación del salitre se impulsó la red integrada de diversas actividades económicas (siendo las protagonistas: minera y metalúrgica).
La economía, en síntesis, estaba enferma producto del monopolio y la concentración industrial, que dio como resultado una sociedad polarizada, marcada por la desigualdad entre las únicas dos clases sociales: ricos/explotadores y pobres/explotados.
Durante el transcurso de estos años, se toma conciencia sobre la “crisis” y “decadencia” del contexto, lo cual significó el cambio del Estado oligárquico al estado de bienestar o Compromiso, que se fundamentó en la Constitución de 1925.
Se estableció, por tanto, la fase del Parlamentarismo (1891-1925) en Chile que conllevó a la oligarquía responder como clase política y social hegemónica hacia la sociedad chilena y enfrentar la cuestión social.

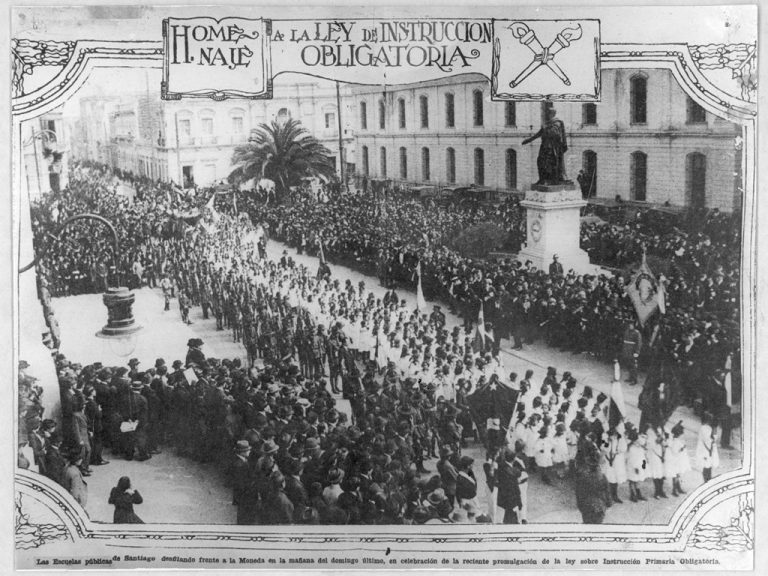
Ley de Instrucción Primaria Obligatoria 1920

Desde 1910, algunos factores comenzaron a dar lugar al estancamiento nacional. Decadencia del espíritu patrio, vicios de funcionamiento del sistema parlamentarista; riqueza fácil por el salitre; el sistema monetario y la perpetua inflación; escasa adecuación del sistema educacional a las necesidades del contexto del país, etc. Todos aquellos factores explicaban la cuestión social: el hacinamiento y las malas condiciones sanitarias para el bajo pueblo. El descontento era tal, que se comenzó a discutir la Ley de Instrucción Primaria Obligatoria (LEPO)  en el Senado, donde se alertaba los riesgos de la polarización social (a causa de la educación no formal) y por ende, se advertía imponer un programa reformista que procesara e institucionalizara el descontento popular.

## Historia

### Crisis de la Educación Formal en Chile
La crisis del Estado oligárquico chileno y el desarrollo de la cuestión social fue importante para comprender la dictación de la Ley de Instrucción Primaria Obligatoria en 1920. Por ende, no fue resultado de un mero debate político intelectual coyuntural. Para la élite existía la necesidad de conservar la disciplina en sectores marginados y seguir estableciendo el orden.
Este período estuvo marcado por la agitación social y se encontró la necesidad de alejar los proyectos auto educativos más autónomos y radicales que daban origen a las “ideologías disolventes”. Los dos sectores polarizados de Chile (explotados y explotadores) eran la base para comprender el sistema educativo y las condiciones de la Instrucción Primaria, tanto en escuelas públicas con condiciones más dramáticas, como en colegios particulares, preparatorias y liceos para clases más pudientes. La división de clases era notoria en la educación formal de Chile, de manera tal que aunque los padres de un niño quisieran un niño enfrentaba las duras condiciones del contexto frente a las exigencias de un uniforme limpio de manera cotidiana, materiales costosos, e incluso haber pasado por cursos preparatorios (pagados). Todas estas características evidencian el sistema de enseñanza bifurcado, en el cual la infraestructura de las escuelas la mayoría de las veces no eran edificios construidos con el fin de educar, sino que fueron meramente habitaciones (del bajo pueblo) arrendadas por el Estado. La docencia se mantenía durante décadas formado por preceptores y preceptoras con sueldo de peón y formados y formadas descuidadamente en escuelas filantrópicas para peones. Las condiciones ambientales e higiénicas (frío, agua y barro filtrándose en invierno) no motivaron la asistencia. Todo ello justificado por el bajo presupuesto del Estado para la educación, que en promedio fue de 5,4% entre 1850 y 1900 (fue incrementando de manera gradual, cuadruplicándose al año 1920), mientras que se otorgaba para el Ministerio de Guerra y Marina en promedio (misma época) de 30,1%. En consecuencia, la inasistencia fue alta y en 1900 el 63.7% de los alumnos matriculados asistían regularmente a la escuela consiguiendo en1920 disminuir la cifra a un 60,8%.

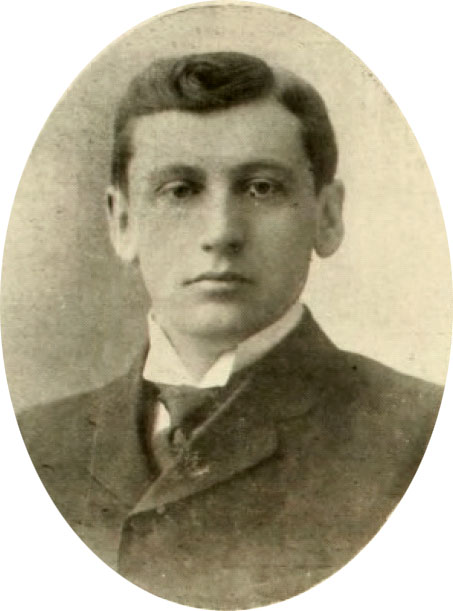
Arturo Alessandri 1918

La cuestión social como un enfrentamiento de clases, mostró a la elite la necesidad de recuperar el consenso social amenazado, o la unidad nacional mediante un sistema de instrucción unificado y obligatorio. Este sistema de instrucción debía ser laica o católica, privada o estatal. En este contexto surge la aparición de sujetos como parte de la sociedad. En este sentido, el  Estado Docente que se consolidó en la época representó el intento de la élite por frenar la radicalización de los movimientos sociales del período. Funcionaron rescatando al sector popular que se desarrollaba en sus propias gestiones culturales e identitarias (escuelas racionalistas, centro de estudios sociales, ateneos obreros, filarmónicas, etc.)

Así también en las civilizaciones robustas y luminosas, aparecen ideas malsanas y subversivas que, cristalizadas después en sentimientos colectivos, constituyen elementos de desorden y destrucción. El antídoto más poderoso contra esos venenos sociales es la instrucción del pueblo
Arturo Alessandri

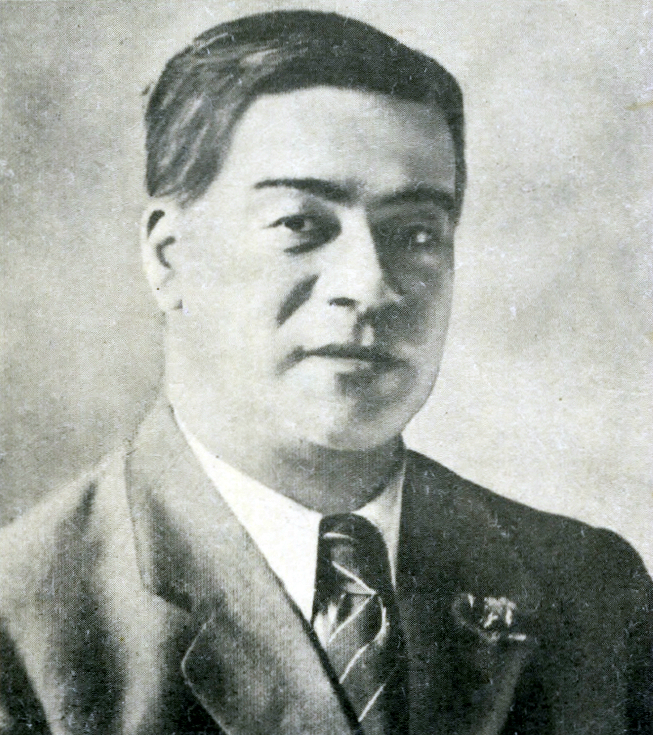
Luis Emilio Recabarren 1876-1924

Pedro Bannen, representante del Partido Radical en la época y reconocido promotor de la educación popular, propuso un proyecto sobre educación en 1902 en el cual se basaron para ejecutar la normativa en la ley de 1920. En 1902 aún no era percibida la educación como una herramienta de cohesión social y unidad nacional, como sí fue entendida cuando comenzaron los ciclos de protesta y movilización social, mostrando las amenazas para la sociedad del orden, como las prédicas anarquistas, o la sombra del bolchevismo. Además de esa limitante, la propuesta o formulación de Bannen en 1902 no tenía una fundamentación económica ni un costo estimado. Por esto, la ley nº3654 de Educación Primaria Obligatoria quedó archivada por unas décadas, hasta que fue firmada por el presidente Juan Luis Sanfuentes y su ministro del ramo, Lorenzo Montt, el 26 de agosto de 1920.
Luis Emilio Recabarren, diputado del Partido Obrero Socialista en julio de 1921, señaló que la ley no fue puesta en ejecución por la falta de recursos y por una cantidad enorme de elementos que se necesitaban para ponerla en marcha. En el Congreso Nacional, se denunció que la LEPO había dejado a las municipalidades con una mala situación económica, que no se justificaba por la constante baja en asistencia de estudiantes.

## Escuelas Libertarias en Chile
Las escuelas libertarias de carácter racionalista tenían su influencia en los valores de la ilustración y no tuvieron un modelo único, por lo que fue diverso. Ofreció educación a niños y adultos, lejos de dogmas y prejuicios religiosos. En su mayoría, fueron escuelas nocturnas que ofrecían distintas instancias sindicales: sociedades de resistencia, mancomunales, centros culturales obreros, sociedades de librepensadores, feministas, etc. No sólo se les  denominó como escuelas libertarias, sino que por mucho tiempo fueron consideradas también como autoeducación popular, o educación informal.
La primera escuela en Chile influenciada por la escuela moderna de Ferrer Guardia, es la “Escuela Racionalista” formada en el seno de la Sociedad El Despertar de la Mujer, de Viña del Mar (1914-1915). 

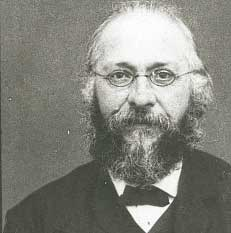
Paul Robin, pedagogo.

Paul Robin (1837-1912) fue un pedagogo y anarquista francés que desarrolló una experiencia de escuela libertaria  en el Orfelinato Prévots de Cempuis (Oise). Sus ideas llegaron a Chile con la “escuela integral”. Del mismo modo, a Sebastián Faure (1858-1942) se le destacó por su proyecto en la comunidad educativa de La Ruche (a 3 km de Rambouillet, Francia) quien integró a obreros y huérfanos, desarrollándose hasta 1917, cuando la Primera Guerra Mundial impidió su funcionamiento. La Ruche fue de gran importancia ya que tomó aquellos temas tabú en la época: enseñanza laica, ausencia de autoridades, educación mixta (niños y niñas juntos), método positivista, respeto por la autonomía del niño relacionándolo con la naturaleza, y progresiva educación sexual.
Hacia 1917 en Viña del Mar, la iniciativa de la organización obrera Unión i Defensa del Trabajo (socialistas y anarquistas) fundó una escuela influenciada por las ideas de Ferrer, denominada “1a Mayo” en la cual asistieron obreros de distintas ideologías y también niños y niñas.

se enseña a leer y escribir a hombres, niños y niñitas. Los alumnos de dicho colegio nocturno además de las que se les da, son obsequiados con chocolates y café en las noches en que asisten a clases. Al frente de este centro educacional hay un excelente profesor que con paciencia y buenas maneras da sus lecciones a los principiantes. La escuela y los alumnos de ella están sostenidas por los miembros de la institución arriba mencionada. No es subvencionada por el fisco ni por la municipalidad.

Los anarquistas nunca utilizaron una sola vía para la resistencia en la educación, es por ello que no sólo conformaron entidades sindicales de resistencia, sino que también incidieron en escuelas nocturnas en las sociedades mutualistas.

### Sociedades Mutualistas

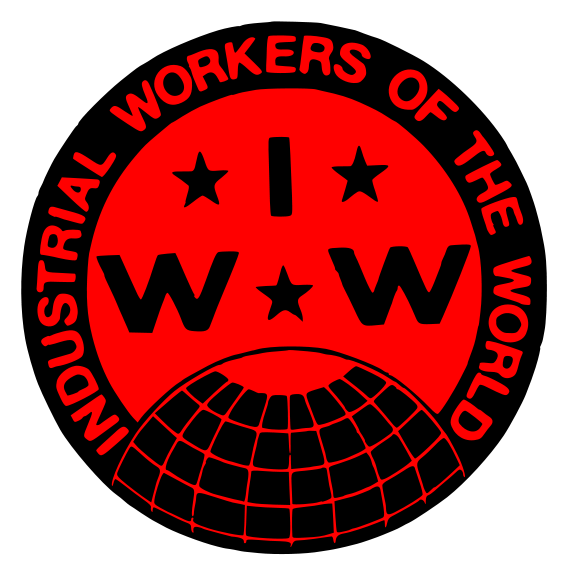
IWW

Luís A. Soza,  tipógrafo unido en la Unión de Tipógrafos (sociedad mutualista), fue también fundador de la Federación de Obreros de Imprenta, además de militante librepensador de Centro Arte es Vida (1910) y colaborador de sus revistas y folletines, comenzó en 1908 a editar propaganda anarquista “La Protesta” y en paralelo organizó un Centro de Organización Obrera. Se integró a la IWW (Industrial Workers of the World)  a la vez que colaboraba en Verba Roja. Soza junto a José Montenegro, Nicolás Rodríguez, Julio E. Valinte, colaboraron en el Centro Anticlerical Giordano Bruno. Con base en estos hechos es que se conoce que algunas escuelas nocturnas promovidas por sociedades mutualistas fueron abordadas por anarquistas, realizando clases o actividades culturales. Además de Soza, la presencia de Alejandro Escobar i Carvallo en 1905 en distintas escuelas, promovidas por entidades mutualistas, le permitió observar y posicionarse frente a escuelas fundadas por “hombres de fortuna” donde no existía el sacrificio, ni mérito. Al contrario, de aquellas escuelas nocturnas como “Fermín Vivaceta” sostenida por la Sociedad de Artesanos “La Unión”; Escuela “Toribio Sepúlveda, sostenida por la Sociedad de Carpinteros y Ebanistas “Fermín Vivaceta”; Escuela “Exequiel Vilches”, mantenida por la Sociedad Manuel Rodríguez; Escuela “Manuel Meses” sostenida por la Sociedad del mismo nombre y de la Escuela “Independencia”, sostenida por la Sociedad de Comerciantes del Mercado Central, señalaba Escobar i Carvallo:

De ahí que la nobilísima y humanitaria obra que motiva esta correspondencia pase por lo general desapercibida. De este olvido injusto, de esta indiferencia en cierto modo incomprensible, hemos querido desligarnos para dejar constancia de nuestro aplauso tan espontáneo como entusiasta tributado a todos y cada uno de los obreros que aquí contribuyen al sostenimiento de escuelas nocturnas, contribuyendo así a mejorar el nivel intelectual de sus hermanos y compañeros en la lucha por la vida.

En cuanto a la Escuela “Fermín Vivaceta” sostenida por la Sociedad de Artesanos “La Unión” se señalaba que :

Periódicamente, se dan conferencias sobre sociología y otros temas tan interesantes. Como se ve, la Escuela “Fermín Vivaceta” trabaja activamente, y sí es verdad que es una de las mejores instaladas en Santiago, hay que reconocer también que es la que recibe los más fuertes auxilios

Por otro lado, de la Escuela “Toribio T. Sepúlveda” que mantenía la Sociedad de Carpinteros y Ebanistas “Fermín Vivaceta” señalaría Escobar i Carvallo que :

Es sin duda una de las que posee la más perfecta organización interna. Ocupa un amplio local lleno de luz y vida, que impresiona agradablemente. (...) Como un dato complementario agregaremos por nuestra parte, que a esta escuela acuden diariamente entre 8o y 90 obreros atraídos por la justa reputación y las muchas simpatías que ha sabido captarse el profesor director don Luís Armando Mesías, uno de los pocos maestros que ha hecho de la enseñanza un verdadero apostolado,(...) la Escuela puede realizar así, como las otras análogas, una obra que sólo podemos calificar de santamente humanitaria

Respecto de la Escuela “Manuel Meneses” destacaría:

A pesar de que el local que ocupa no es muy adecuado, sus aulas son frecuentadas por una considerable cantidad de proletarios, la mayoría de los cuales son ya adultos. Dirigida por el señor Zenón Torrealba, un distinguido obrero que consagra al progreso del establecimiento todos sus esfuerzos, esta escuela lleva una marcha próspera y feliz.

En el mismo espacio, se señaló que no todas las escuelas fueron aplaudidas por Escobar:

“otra escuela, cuyo nombre preferimos silenciar, pues hubimos de sufrir una verdadera decepción al presenciar en ella una clase de Historia y Geografía. En efecto, el profesor —un educacionista de cierta reputación- vociferaba de un modo desatentado contra un país que tiene algunos asuntos pendientes con Chile. Pudiera ser que esta correspondencia llegara a su conocimiento; es entonces necesario que le advirtamos que así no se educa al pueblo. Fomentar el odio entre hijos de distintos países, por cuestión de fronteras es una obra realmente perniciosa y que merece la más enérgica condenación.

### Sociedades Mutualistas Femeninas
A finales del siglo XIX, en distintas ciudades de Chile empezaron a germinar las sociedades mutualistas femeninas. Además de las ideas anarquistas de mujeres en pro de la emancipación laboral y doméstica se empezó a proteger a las mujeres obreras, comprometiéndose con una postura anticlerical, y un rompimiento de la educación tradicional /oficial. Feminismo y educación fueron de la mano. Estas sociedades fueron organizadas por librepensadoras, que apoyaron la causa de la emancipación femenina. Se trataba de rescatar a la mujer de influencias clericales para poder instruirla y guiarla en valores propios de la racionalidad, y no los prejuicios y valores difundidos por la iglesia.
La Sociedad Obreras nº i de Valparaíso (1887); Sociedad Emancipación de Mujer, fundada en Santiago de 1888; Sociedad de Socorros Mutuos Unión y Fraternidad de Obreras, fundada en Valparaíso el 1.º de enero de 1890, Ciencia y Progreso de la Mujer 1894; Asociación de Señoritas Unión y Ahorro, 1897; Sociedad de Mujeres Estrella de Mar, 1891, etc.
La Historiadora María Angélica Illanes calificó este periodo (finales del siglo XIX iglesia atacó a las sociedades) como una ruptura entre faldas y sotanas, mientras la iglesia calificaba como “llagas sociales”, donde se criarían hijos malos “corrompidos, despreciables ciudadanos”.
El desarrollo de las escuelas para mujeres y sus hijos fue una labor fundamental de las sociedades. A comienzos del siglo XX, estas sociedades mantenían una escuela de carácter diurna, nocturna o ambas. Hacia 1907 la Escuela de la Sociedad Protección de la mujer, estaba relacionada con la Asociación de Costureras y las demás sociedades femeninas. De igual modo se realizó la labor en Valparaíso las sociedades Obreras N.º 1 y la Sociedad Estrella de Mar.

### Mancomunales
La Mancomunal de Valparaíso, organizó una escuela nocturna que funcionó en el salón de la organización. Aquella actividad, se complementa con diversas actividades que iban desde la conformación de una biblioteca, hasta veladas, conferencias, y salidas campestres. Esta entidad territorial contaba con anarquistas organizados en distintos grupos. José Encarnación Novoa Orellana y Marcial Lisperguer, ambos impartían clases.
En Viña del Mar se asentó la Federación Mancomunal de Viña del Mar la cual organizó una escuela nocturna para adultos.
En Iquique se vivió experiencias similares, y también en Lota-Coronel, Coquimbo, Antofagasta y en general en muchas localidades se conformó una mancomunal, con ideas de Ferrer, Robin, Tolstoi y otros, evidenciado en periódicos, revistas, obras teatrales, y material cultural difundido.

### Experiencias Tolstoyanas

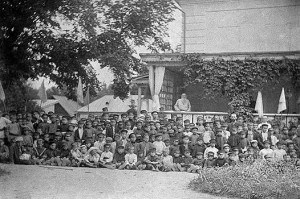
Yasnaia poliana

Los seguidores en Chile de las ideas de León Tolstoi quisieron fundar una escuela inspirada en los métodos de la experiencia de Tolstoi en la escuela de Yasnaia Poliana, creada en 1859. En su mayoría, estos seguidores eran intelectuales y estudiantes que aceptaban como biblia las teorías de Kropotkin, en la “Conquista del Pan”. Eliseo Reclus, fue otro hombre de ciencia, geógrafo y explorador, que influyó en la formación de la juventud, quienes además admiraban a Tolstoi, Engels y Marx. Estos movimientos o grupos eran partícipes de los movimientos del: naturismo, feminismo, librepensamiento, amor libre, maternidad libre, etc. Y lograron un gran vínculo con anarquistas por su repudio a la política.
Para tolstoyanos la educación debía obedecer la naturaleza, por lo que el niño debía ser naturalmente inquieto y cualquier conducta autoritaria por sobre aquella naturaleza, sólo perjudicaría al niño y le privaría de su espontaneidad, dañándolo.  Según Tolstoi, la escuela no debía educar sino instruir. También creía que esta solo cumplía con adoctrinar, reglamentar, y manipular, cuando debería instruir y suministrar conocimientos significativos. Por eso, aquellos seguidores sólo se construían sin coerción, intentando desarrollar una escuela asistencial.
A partir de 1904 estas experiencias proliferan en distintos territorios del país (San Bernardo, Concepción, San Felipe, etc.) Y sus avisos se encuentran en la prensa ácrata como JerminaV, y La Agitación.
En 1905, se formó la “Escuela nocturna para niños” en la localidad de San Bernardo, por el obrero de imprenta Manuel Jesús Mejías (demócrata) además de Alejandro Escobar i Carvallo y su esposa Zunilda Zenteno. Esta escuela fue de carácter informal, específicamente era una casa donde se impartían las clases que en el comienzo, no contaba con docentes.
Entre 1921 y 1926 hubo una serie de escuelas racionalistas en distintas regiones del país: Talca, Maule, Lota, Calama, Mejillones, Pampa, Chuquicamata, Osorno, Curanilahue, Calera, Tocopilla-Antofagasta, Chacabuco, San Antonio, Peñaflor, Puente Alto, Santiago. También, la Universidad Popular de Iquique en 1922 promovió clases para adultos y organizó una “Escuela Moderna” en conjunto con una revista denominada como “La escuela moderna”. Los responsables fueron  Justo Goicochea y Braulio León Peña, director y administrador, respectivamente de esta revista.
La Escuela Federal Racionalista de Peñaflor fundada el 26 de noviembre de 1922, fue una experiencia importante de la FOCH, localizada en la imprenta del Sindicato Único de dicha comuna. Se llamaba a donar libros, mapas, pizarras, cuadernos, bancos y demás materiales escolares, mediante los periódicos.

### Fin de las Escuelas Libertarias en Chile
Prácticamente todos los sectores obreros pusieron su esperanza en la Constitución de 1925 y también en la Ley de Instrucción Primaria Obligatoria. Se pensó que estas medidas ayudaron a la clase trabajadora. Los anarquistas se opusieron desde el comienzo y denunciaron las intenciones del Estado que presentaba estas políticas y normativas como una farsa más y una estrategia del Estado. En Verba Roja se señaló:

El Estado en su afán de mantener latente en el espíritu popular el concepto de autoridad, día a día invade con decretos y más decretos las escuelas públicas, los cuarteles, los juzgados, etc., etc., a fin de que inoculen en el corazón de los chilenos la llama del patriotismo, simbolizado en la bandera de tres colores. Para ello no desperdician un solo detalle a fin de hacer ver a nuestro pueblo que es inútil pretender desterrar de su alma el santo amor patrio.

Para anarquistas, la escuela primaria era un instrumento de dominio, y un modo de expandir el Estado e incrementar su poder, forjando mentes y conciencias sometidas, con una educación forjadora de lacayos, de seres respetuosos de la autoridad, con identidad patriótica y católicos.
La postura de socialistas y la FOCH en un principio fue positiva, vale decir, estuvieron de acuerdo con la ley. No obstante, con el paso del tiempo se decepcionaron y comenzaron a criticar su desarrollo. La crítica fue acompañada por los anarquistas ya que se comprendió esta educación como la formadora de esclavos modernos, seres sometidos, sin conciencia crítica. Su última crítica se basó en el  centralismo.
En 1926 comienzan a desaparecer las escuelas libertarias. Los motivos de su desaparición son aún estudiados, no obstante, se sugiere que la reacción de las autoridades a la educación alternativa pudo haber perjudicado el desarrollo de las escuelas. Asimismo, se estudia el pacto de la FOCH con la Asociación General de Profesores, y en la integración de la FOCH en el marco de la Asamblea Popular Constituyente, actividad que logró alejar los proyectos autogestionados.